# Croada de Jaume I
La Croada de Jaume I també anomenada croada catalana o croada dels catalans, fou un fracassat intent de croada el 1269, que hagués estat la novena croada. L'objectiu del rei Jaume I era unir forces amb l'Il-kanat mongol i atacar conjuntament el soldanat mameluc. El mateix rei Jaume va haver d'abandonar l'empresa després d'una tempesta obligués la seva flota a tornar a port al setembre. Dos dels seus fills il·legítims, els infants Ferran Sanxis de Castre i Pere Ferrandis d'Híxar, van dirigir el que quedava de la flota cap a Acre, però la trobada amb els mongols no es va poder completar i la petita flota va aconseguir poc abans de tornar a casa a la primavera de 1270.